# George D. Neal
George Douglas Neal (* 7. Oktober 1853 in Amelia Courthouse, Amelia County, Virginia; † 13. Juli 1916 in Navasota, Texas) war ein US-amerikanischer Politiker. Zwischen 1903 und 1907 war er Vizegouverneur des Bundesstaates Texas.

## Werdegang
Im Jahr 1866 kam George Neal mit seinen Eltern nach Texas, wo sein Vater in Washington-on-the-Brazos als Arzt praktizierte. Er besuchte die öffentlichen Schulen seiner jeweiligen Heimat und studierte danach an der Baylor University sowie der University of Texas. Nach einem anschließenden Jurastudium und seiner 1878 erfolgten Zulassung als Rechtsanwalt begann er in diesem Beruf zu arbeiten. Seit 1881 lebte er in Navasota. Zwischen 1884 und 1886 war er Bezirksrichter im dortigen Grimes County; von 1888 bis 1896 war er juristischer Vertreter der Stadt Navasota.
Politisch war Neal Mitglied der Demokratischen Partei. Zwischen 1897 und 1902 saß er im Senat von Texas, wo er in der letzten Legislaturperiode als President Pro Tempore amtierender Vorsitzender dieses Gremiums war. 1902 wurde er an der Seite von Samuel W. T. Lanham zum Vizegouverneur von Texas gewählt. Dieses Amt bekleidete er zwischen 1903 und 1907. Dabei war er Stellvertreter des Gouverneurs und formaler Vorsitzender des Staatssenats. Nach seiner Zeit als Vizegouverneur war Neal wieder als Anwalt tätig. Er starb am 13. Juli 1916 in Navasota.